# Rock Steady Crew
Rock Steady Crew est un groupe de breakdance et de hip-hop new-yorkais fondé en 1977 par Jimmy D et Joe-Joe.

## Historique du groupe
- 1977 : fondation du groupe
- 1981 : Crazy Legs hérite de la présidence des RSC, les vice-présidents sont Ken-swift, Frosty Freeze et Pop Master Fabel. La même année, ils donnent un spectacle au Lincoln Center pour la chaîne ABC News.
- 1982  : les RSC participent au New York City Rap Tour en Europe.
- 1982  : ils rejoignent la Zulu Kings, un groupe de danseurs d'Afrika Bambaataa.
- 1983  : ils sont invités par la Reine Elizabeth pour un show de breakdance.
- 1983  : ils vont participer au 1er tour international de musique Hip-Hop  avec entre autres Afrika Bambaataa.
- 1983  : sortie de leur single "(Hey You) The Rock Steady Crew" (Article en anglais), succès mondial.
- 1983  : apparition de : Normski (Norman Scott), Mr. Freeze (Marc Lemberger), Crazy Legs (Richard Colon), Ken Swift (Kenneth Gabbert) et Frosty Freeze (Wayne Frost) dans une séquence[1] du film Flashdance[2].

## Membres
- Kool Lady Blue (manager)
- Première génération : Easy Mike, Chrome, Lime 5, P-Body, Jimmy Lee, Boobie, Tac2, Rim 180th, Tito 183rd, Pauly Lime, Rubber Band, Popeye, Doctor Ace, Slick RickGreen Eyes, Bon5, CN, B-races, Joe, Crazy Legs, Les, Angel Rock et Mr. Freeze.
- Seconde génération (après 1979) : Crazy Legs (Richard Colon, 01/01/1966), Normski, Lenny Len, Take One, Prince Ken Swift (Kenneth Gabbert, 13/08/1966), Little Crazy Legs, Devious Doze (Jeffrey Greene, 28/05/1964), Baby Love (Daisy Castro, 01/12/1968), Buck Four (Gabriel Marcano, 23/02/1964), Kuriaki (Lorenzo Soto, 1/03/1965) et Frosty Freeze.

## Filmographie
- 1982 : Style Wars
- 1982 : Wild Style
- 1983 : Flashdance
- 1984 : Beat Street